# Andrein
Andrein – miejscowość i gmina we Francji, w regionie Nowa Akwitania, w departamencie Pyrénées-Atlantiques.
Według danych na rok 1990 gminę zamieszkiwały 103 osoby, a gęstość zaludnienia wynosiła 13 osób/km² (wśród 2290 gmin Akwitanii Andrein plasuje się na 1073. miejscu pod względem liczby ludności, natomiast pod względem powierzchni na miejscu 1209.).
| 1901 | 1962 | 1968 | 1975 | 1982 | 1990 | 1999 |
| ---- | ---- | ---- | ---- | ---- | ---- | ---- |
| 268  | 111  | 110  | 99   | 105  | 103  | 111  |